# License to Thrill
Albums de Black Rain
Blackrain Lethal Dose of...
License To Thrill est le second album studio du groupe de glam metal français Black Rain. Il est sorti en novembre 2008. L'album a été enregistré, produit et mixé aux Studios Polar par Chris Laney.

## Titres
1. Rock Your City
2. Innocent Rosie
3. N.A.S.T.Y.
4. True Girls Are Sixteen
5. License To Thrill
6. No Forever
7. Rock N Roll Is Dead Long Live Rock N Roll
8. Rockstars Don't Go To Jail
9. Party War
10. Kill'Em All
11. Baby It's You (Bonus Track)

## Formation
- Swan : Guitare, chant
- Max 2 : Guitare
- Heinrich : Basse
- Iann Lewis : Batterie